# Dan Hartman
Daniel Earl „Dan“ Hartman (* 8. Dezember 1950 in Harrisburg, Pennsylvania; † 22. März 1994 in Westport, Connecticut) war ein amerikanischer Rockmusiker und Multiinstrumentalist, der mit einer Reihe bekannter Bands und Musiker zusammenarbeitete. Zu den Instrumenten, die er beherrschte, zählen Gitarre, Bass, Schlagzeug und Keyboard, zudem war er als Sänger tätig.

## Biografie
Hartmans Musikkarriere begann Ende der 1960er Jahre, als er Mitglied von Johnny Winters Band wurde. In der ersten Hälfte der 1970er Jahre setzte er dann seine Arbeit für Winter fort und schloss sich zusätzlich der Band von dessen Bruder Edgar an, für den er auch den Hit Free Ride verfasste. Nachdem er sich 1975 als Studiomusiker für Todd Rundgren und Rick Derringer betätigt hatte, veröffentlichte er im Folgejahr sein wenig beachtetes Solodebüt Images.
Doch 1978, nachdem Hartman Alben von 38 Special und Foghat produziert hatte, setzte der Erfolg in Form des Disco-Albums Instant Replay ein. Doch der Nachfolger Relight My Fire mit dem gleichnamigen Song ließ an Erfolg wieder zu wünschen übrig, sodass sich Hartman in den 1980er Jahren verstärkt wieder als Produzent, unter anderem für James Brown und die Average White Band, betätigte.
1984 und 1985 hatte er noch zwei Hits in Form von I Can Dream About You und We Are the Young. Obwohl Hartman bis 1989 weiterhin regelmäßig Alben veröffentlichte, blieb der kommerzielle Erfolg aus und er begann nun vor allem als Studiomusiker für andere Interpreten zu arbeiten.
Als Hartman am 22. März 1994 an einem Gehirntumor starb, arbeitete er gerade an einem neuen Album. Bereits Ende der 1980er Jahre wurde bei ihm eine HIV-Infektion diagnostiziert.

## Diskografie

### Studioalben
| Jahr | Titel                 | Höchstplatzierung, Gesamtwochen, AuszeichnungChartplatzierungen (Jahr, Titel, Platzierungen, Wochen, Auszeichnungen, Anmerkungen) | Höchstplatzierung, Gesamtwochen, AuszeichnungChartplatzierungen (Jahr, Titel, Platzierungen, Wochen, Auszeichnungen, Anmerkungen) | Anmerkungen                                                                |
| Jahr | Titel                 | US | R&B | Anmerkungen                                                                |
| ---- | --------------------- | --- | --- | -------------------------------------------------------------------------- |
| 1978 | Instant Replay        | US80 (19 Wo.)US | — | Erstveröffentlichung: 1978 Produzent: Dan Hartman                          |
| 1979 | Relight My Fire       | US189 (2 Wo.)US | R&B67 (2 Wo.)R&B | Erstveröffentlichung: 1979 Produzent: Dan Hartman                          |
| 1984 | I Can Dream About You | US55 (28 Wo.)US | — | Erstveröffentlichung: Dezember 1984 Produzenten: Dan Hartman, Jimmy Iovine |

Weitere Studioalben
- 1976: Images
- 1981: It Hurts to Be in Love
- 1989: New Green Clear Blue
- 1994: Keep the Fire Burnin’

### Kompilationen
- 1975: Who Is Dan Hartman and Why Is Everyone Saying Those Wonderful Things About Him?
- 1981: Dan Hartman
- 2004: Superhits

### Singles
| Jahr | Titel Album                                        | Höchstplatzierung, Gesamtwochen, AuszeichnungChartplatzierungen (Jahr, Titel, Album, Platzierungen, Wochen, Auszeichnungen, Anmerkungen) | Höchstplatzierung, Gesamtwochen, AuszeichnungChartplatzierungen (Jahr, Titel, Album, Platzierungen, Wochen, Auszeichnungen, Anmerkungen) | Höchstplatzierung, Gesamtwochen, AuszeichnungChartplatzierungen (Jahr, Titel, Album, Platzierungen, Wochen, Auszeichnungen, Anmerkungen) | Höchstplatzierung, Gesamtwochen, AuszeichnungChartplatzierungen (Jahr, Titel, Album, Platzierungen, Wochen, Auszeichnungen, Anmerkungen) | Höchstplatzierung, Gesamtwochen, AuszeichnungChartplatzierungen (Jahr, Titel, Album, Platzierungen, Wochen, Auszeichnungen, Anmerkungen) | Anmerkungen                                                                            | [↑]: gemeinsam behandelt mit vorhergehendem Eintrag; [←]: in beiden Charts platziert |
| Jahr | Titel Album                                        | DE | UK | US | R&B | Dance | Anmerkungen                                                                            |                                                                                      |
| ---- | -------------------------------------------------- | --- | --- | --- | --- | --- | -------------------------------------------------------------------------------------- | ------------------------------------------------------------------------------------ |
| 1978 | Instant Replay                                     | — | UK8 Silber · (15 Wo.)UK | US29 Gold · (17 Wo.)US | R&B44 (11 Wo.)R&B | Dance1 (29 Wo.)Dance | Erstveröffentlichung: August 1978                                                      |                                                                                      |
| 1979 | Countdown / This Is It Instant Replay              | — | UK17 (8 Wo.)UK | US91 (3 Wo.)US | —[Dance: ↑] | Dance1 (29 Wo.)Dance | Erstveröffentlichung: Januar 1979                                                      |                                                                                      |
| 1979 | Hands Down Relight My Fire                         | — | — | — | — | Dance26 (13 Wo.)Dance | Erstveröffentlichung: Oktober 1979                                                     |                                                                                      |
| 1980 | Vertigo / Relight My Fire (Medley) Relight My Fire | — | — | — | — | Dance1 (30 Wo.)Dance | Erstveröffentlichung: Januar 1980                                                      |                                                                                      |
| 1980 | Free Ride Relight My Fire                          | — | — | — | —[Dance: ↑] | Dance1 (30 Wo.)Dance | Erstveröffentlichung: Juni 1980 Original: Edgar Winter Group, 1973                     |                                                                                      |
| 1981 | Heaven in Your Arms It Hurts to Be in Love         | — | — | US86 (5 Wo.)US | — | — | Erstveröffentlichung: März 1981                                                        |                                                                                      |
| 1981 | It Hurts to Be in Love                             | — | — | US72 (5 Wo.)US | — | Dance48 (7 Wo.)Dance | Erstveröffentlichung: Juni 1981                                                        |                                                                                      |
| 1981 | I Still Remember It Hurts to Be in Love            | — | — | — | —[Dance: ↑] | Dance48 (7 Wo.)Dance | Erstveröffentlichung: 1981                                                             |                                                                                      |
| 1984 | I Can Dream About You                              | — | UK12 (11 Wo.)UK | US6 (25 Wo.)US | R&B60 (13 Wo.)R&B | Dance8 (16 Wo.)Dance | Erstveröffentlichung: April 1984 vom Soundtrack des Films Straßen in Flammen           |                                                                                      |
| 1984 | We Are the Young I Can Dream About You             | DE38 (11 Wo.)DE | — | US25 (17 Wo.)US | R&B58 (10 Wo.)R&B | Dance1 (14 Wo.)Dance | Erstveröffentlichung: September 1984                                                   |                                                                                      |
| 1985 | Second Nature I Can Dream About You                | — | UK66 (4 Wo.)UK | US39 (12 Wo.)US | — | Dance40 (4 Wo.)Dance | Erstveröffentlichung: Januar 1985                                                      |                                                                                      |
| 1985 | Get Outta Town Fletch (Soundtrack)                 | — | UK99 (1 Wo.)UK | — | — | — | Erstveröffentlichung: November 1985 vom Soundtrack des Films Fletch – Der Troublemaker |                                                                                      |
| 1985 | Keep the Fire Burnin’                              | — | UK49 (2 Wo.)UK | — | — | — | Erstveröffentlichung: März 1995 feat. Loleatta Holloway                                |                                                                                      |

Weitere Singles
- 1976: High Sign
- 1977: Lighthouse
- 1978: Chocolate Box
- 1978: Repeticion
- 1979: Time and Space
- 1979: Boogie All Summer
- 1981: All I Need
- 1981: Forever in a Moment
- 1984: The Name of the Game
- 1985: Love Sensation (mit Loleatta Holloway)
- 1986: Waiting to See You
- 1988: The Love You Take (mit Denise Lopez)
- 1994: The Love in Your Eyes

### Gastbeiträge
| - Johnny Winter Story (1969 mit Johnny Winter; Musiker) - They Only Come Out at Night (1972 mit der Edgar Winter Group; Musiker) - Saints & Sinners (1974 mit Johnny Winter; Musiker) - Shock Treatment (1974 mit Edgar Winter; Musiker) - Edgar Winter Group with Rick Derringer (1975 mit der Edgar Winter Group; Musiker) - Initiation (1975 mit Todd Rundgren; Musiker) - Jasmine Nightdreams (1975 mit Edgar Winter; Musiker) - Spring Fever (1975 mit Rick Derringer; Musiker) - Night Shift (1976 mit Foghat; Produzent) - Together – Live (1976 mit Edgar und Johnny Winter; Musiker) - 38 Special (1977 mit 38 Special; Musiker + Produzent) - Recycled (1977 mit Edgar Winter’s White Trash; Musiker) - If I Weren’t so Romantic, I’d Shoot You (1978 mit Rick Derringer; Musiker) - In Style (1979 mit David Johansen) - Calling All Girls (1980 mit Hilly Michaels; Musiker) - Love Sensation (1980 mit Loleatta Holloway; Musiker + Produzent) - Raisin’ Cain (1980 mit Johnny Winter; Musiker) - Lumia (1981 mit Hilly Michaels; Musiker) - Metal Priestess (1981 mit den Plasmatics; Produzent) - Cupid’s in Fashion (1982 mit der Average White Band; Musiker + Produzent) - All of the Good Ones Are Taken (1983 mit Ian Hunter; Musiker) - Come See About Me (1983 mit Neil Sedaka; Musiker + Produzent) | - Breakin’ (1984; Original Soundtrack; Produzent) - John Jarret’s Tribe (1984 mit John Jarret's Tribe; Musiker) - Streets of Fire (1984; Original Soundtrack; Musiker + Produzent) - Tribe (1984 mit Tribe; Musiker) - Gettin’ Away with Murder (1985 mit Patti Austin; Musiker) - Rocky IV (1985; Original Soundtrack; Produzent) - Ruthless People (1985; Original Soundtrack; Produzent) - Back in the High Life (1986 mit Steve Winwood; Musiker) - Down and Out in Beverly Hills (1986; Original Soundtrack; Produzent) - Gravity (1986 mit James Brown; Musiker + Produzent) - Female Trouble (1987 mit Nona Hendryx; Musiker + Produzent) - Joy (1987 mit Paul King; Musiker + Produzent) - Unchain My Heart (1987 mit Joe Cocker; Musiker) - Scrooged (1988; Original Soundtrack; Produzent) - Foreign Affair (1989 mit Tina Turner; Musiker + Produzent) - One Night of Sin (1989 mit Joe Cocker; Produzent) - Reputation (1990 mit Dusty Springfield; Musiker + Produzent) - Walk on Water (1990 mit Jerry Harrison; Musiker) - Bitterblue (1991 mit Bonnie Tyler; Musiker) - When the Night Is Over (1991 mit Little Louie und Marc Anthony; Musiker) - One World Nation (1992 mit Ya Kid K; Produzent) |